# Yusef Greiss
Yusef Greiss (13. december 1899 i Cairo Egypten – 7. april 1961 i Venedig Italien) var en egyptisk komponist.
Greiss hørte til de første i egypten, som komponerede europæisk klassisk musik. 
Han skrev fire symfonier,orkesterværker, klaverværker, solostykker for mange instrumenter, specielt for violin og klaver.

## Udvalgte værker
- Symfoni nr. 1 Egypten" (1932) - for orkester
- Symfoni nr. 2 "Mod ørkenklosteret" (1934) - for orkester
- Symfoni nr. 3 "Nilen og rosen" (1943) - for orkester
- Symfoni nr. 4 "Faraoens pyramider" (1960) - for orkester
- "Vandbæreren" (1932) (Symfonisk digtning) - for orkester
- "Pigen med det blå bånd" (1932) - for violin og klaver
- "Romantik" (1945) - for violin og klaver
- "Nilen synger" (1950) - for violin og klaver